# Chavéria
Chavéria – miejscowość i gmina we Francji, w regionie Burgundia-Franche-Comté, w departamencie Jura.
Według danych na rok 1990 gminę zamieszkiwało 141 osób, a gęstość zaludnienia wynosiła 14 osób/km² (wśród 1786 gmin Franche-Comté Chavéria plasuje się na 602. miejscu pod względem liczby ludności, natomiast pod względem powierzchni na miejscu 429.).